# Яковлев, Юрий Михайлович
Ю́рий Миха́йлович Я́ковлев (род. 14 июня 1935, Ямполь, УССР) — физик, специалист в области теории магнитных явлений, магнитных и полупроводниковых материалов и компонентов.

## Биография
Окончил кафедру диэлектриков и полупроводников (1959) (теперь кафедра микро- и наноэлектроники) ЛЭТИ. Кандидат технических наук (1962), доктор физико-математических наук (1976), профессор (1991). Работал в НИИ магнитодиэлектриков (1959), ЛЭТИ и ФТИ АН СССР (1959—1961), Государственном институте прикладной химии (1962). С 1962 года — в НИИ «Домен» (ОАО «НИИ Феррит-Домен»). Руководитель направления, заместитель начальника НПК по научной работе. Заместитель директора НИИ «Домен» (1997—2001)

## Научные интересы
Исследование физики магнитной релаксации в монокристаллах ферритов и эпитаксиальных плёнках; развитие теории линейного и нелинейного магнитного резонанса в анизотропных кристаллах; физические основы синтеза магнитных кристаллов со структурами типа граната, шпинели и магнетоплюмбита, обладающих рекордно малыми значениями магнитных потерь. Благодаря этим разработкам отечественная техника вышла на передовые рубежи в мире (СВЧ-фильтры, ограничители мощности, модуляторы и др.).
Разработал (1962) первый отечественный прибор на монокристаллах (криогенный вентиль, 1962) и первую отечественную магнитную видеоголовку для записи видеоизображения (1974). Руководил комплексом работ по созданию рядов ферритовых материалов для СВЧ-техники и оптоэлектроники (радиолокация, космическая связь, радиоастрономия и др.).
Автор более 300 научных трудов, 30 авторских свидетельств.

## Награды
Государственная премия СССР (1988) за разработку физических основ нового направления микроэлектроники — спин-волновой электроники.

## Труды
- Монокристаллы ферритов в радиоэлектронике. — Л.: Сов. Радио, 1976.